# 1re étape du Tour d'Italie 2013
La 1re étape du Tour d'Italie 2013 s'est déroulée le samedi 4 mai 2013, autour de la ville de Naples sur une distance de 156 km courue sous la forme d'un critérium. L'arrivée est jugée au dixième passage sur la ligne d'arrivée. Le Britannique Mark Cavendish a remporté l'étape au sprint, s'emparant par la même occasion du maillot rose. L'Italien Elia Viviani arrivé second enfile quant à lui le maillot blanc de leader du classement du meilleur jeune.

## Parcours de l'étape
Cette étape, longue de 130 km autour de Naples, est composée de deux circuits. Le premier est long de 16,3 km comporte une côte, la Via Francesco Petrarca. Il est parcouru à quatre reprises, et un grand prix de la montagne (4e catégorie) est disputé lors des deuxième et troisième tours (km 23,3 et 39,6). Le deuxième est un circuit urbain de 8,1 km à parcourir huit fois et tout plat. Lors du sixième passage sur la ligne d'arrivée, à la fin du cinquième tour, les coureurs disputent le sprint intermédiaire.

## Déroulement de la course
Au km 4, sept coureurs sortent du peloton sous l'impulsion de Cameron Wurf (Cannondale). Il est accompagné à l'avant de Guillaume Bonnafond (AG2R La Mondiale), Marco Canola (Bardiani Valvole-CSF Inox), Ricardo Mestre (Euskaltel Euskadi), Brian Bulgaç (Lotto-Belisol), Giovanni Visconti (Movistar) et Martijn Keizer (Vacansoleil-DCM). Lors de la première ascension répertoriée de la journée, Giovanni Visconti prend le meilleur sur Marco Canola et Guillaume Bonnafond. Au km 33, les échappés possèdent 1 min 42 s d'avance sur le peloton. Dans la deuxième ascension du jour, Cameron Wurf décide de partir seul. Il passe ensuite en tête au sommet. Une quarantaine de secondes plus tard, Guillaume Bonnafond prend la seconde place devant Martijn Keizer.
Cameron Wurf prend rapidement plus d'une minute d'avance sur ses poursuivants qui finissent par être repris par le peloton aux alentours de la mi-course. Wurf compte jusqu'à 2 minutes 40 secondes d'avance avant que le peloton ne commence doucement à accélérer, emmené par les équipes de sprinters. Cameron Wurf s'empare des huit points du sprint intermédiaire. Danilo Hondo (RadioShack-Leopard) et Marco Marcato (Vacansoleil-DCM) se disputent les deuxième et troisième places, tandis que Mark Cavendish (Omega Pharma-Quick Step) se place en tête de peloton pour prendre les trois points de la quatrième place.
Finalement, le peloton revient sur l'homme de tête dans les vingt derniers kilomètres de l'étape. Les équipes de sprinters, Omega Pharma-Quick Step en tête, mènent le peloton dans les rues étroites de Naples. L'équipe Orica-GreenEDGE pour Matthew Goss et la Cannondale pour Elia Viviani prennent la tête à trois kilomètres de l'arrivée. Lors du dernier virage, une chute se produit aux alentours de la 15e position. Le peloton est morcelé mais la chute ayant eu lieu dans les trois derniers kilomètres, tous les coureurs sont classés dans le temps du vainqueur. Aucun favori du Tour d'Italie n'est pris dans la chute. C'est donc un groupe d'une dizaine de coureurs qui se joue la victoire, dont les favoris du sprint. Dans la roue de Mark Cavendish, Nacer Bouhanni (FDJ) s'impose aux dépens d'Adam Blythe (BMC Racang). Matthew Goss est idéalement emmené par son équipe, mais il est débordé par Viviani dans un premier temps puis par Cavendish revenu de très loin par la droite de la route. Ce dernier s'impose et s'empare du maillot rose. Elia Viviani termine deuxième tandis que le champion de France Nacer Bouhanni prend la troisième place,,.

## Résultats de l'étape

### Sprints
| Sprint intermédiaire de Naples (km 130) | Sprint intermédiaire de Naples (km 130) | Sprint intermédiaire de Naples (km 130) | Sprint intermédiaire de Naples (km 130) | Sprint intermédiaire de Naples (km 130) | Sprint intermédiaire de Naples (km 130) |
|                                         | Coureur                                 | Pays                                    | Équipe                                  |                                         | Point(s)                                |
| --------------------------------------- | --------------------------------------- | --------------------------------------- | --------------------------------------- | --------------------------------------- | --------------------------------------- |
| 1er                                     | Cameron Wurf                            | Australie                               | Cannondale                              |                                         | 8                                       |
| 2e                                      | Danilo Hondo                            | Allemagne                               | RadioShack-Leopard                      |                                         | 6                                       |
| 3e                                      | Marco Marcato                           | Italie                                  | Vacansoleil-DCM                         |                                         | 4                                       |
| 4e                                      | Mark Cavendish                          | Grande-Bretagne                         | Omega Pharma-Quick Step                 |                                         | 3                                       |
| 5e                                      | Julien Vermote                          | Belgique                                | Omega Pharma-Quick Step                 |                                         | 2                                       |
| 6e                                      | Christian Knees                         | Allemagne                               | Sky                                     |                                         | 1                                       |
| modifier                                |                                         |                                         |                                         |                                         |                                         |

| Sprint final de Naples (km 156) | Sprint final de Naples (km 156) | Sprint final de Naples (km 156) | Sprint final de Naples (km 156) | Sprint final de Naples (km 156) | Sprint final de Naples (km 156) |
|                                 | Coureur                         | Pays                            | Équipe                          |                                 | Point(s)                        |
| ------------------------------- | ------------------------------- | ------------------------------- | ------------------------------- | ------------------------------- | ------------------------------- |
| 1er                             | Mark Cavendish                  | Grande-Bretagne                 | Omega Pharma-Quick Step         |                                 | 25                              |
| 2e                              | Elia Viviani                    | Italie                          | Cannondale                      |                                 | 20                              |
| 3e                              | Nacer Bouhanni                  | France                          | FDJ                             |                                 | 16                              |
| 4e                              | Giacomo Nizzolo                 | Italie                          | RadioShack-Leopard              |                                 | 14                              |
| 5e                              | Matthew Goss                    | Australie                       | Orica-GreenEDGE                 |                                 | 12                              |
| 6e                              | Francisco Ventoso               | Espagne                         | Movistar                        |                                 | 10                              |
| 7e                              | Adam Blythe                     | Grande-Bretagne                 | BMC Racing                      |                                 | 9                               |
| 8e                              | Leigh Howard                    | Australie                       | Orica-GreenEDGE                 |                                 | 8                               |
| 9e                              | Danilo Hondo                    | Allemagne                       | RadioShack-Leopard              |                                 | 7                               |
| 10e                             | Brett Lancaster                 | Australie                       | Orica-GreenEDGE                 |                                 | 6                               |
| 11e                             | John Degenkolb                  | Allemagne                       | Argos-Shimano                   |                                 | 5                               |
| 12e                             | Luca Paolini                    | Italie                          | Katusha                         |                                 | 4                               |
| 13e                             | Ioánnis Tamourídis              | Grèce                           | Euskaltel Euskadi               |                                 | 3                               |
| 14e                             | Diego Rosa                      | Italie                          | Androni Giocattoli-Venezuela    |                                 | 2                               |
| 15e                             | Ramūnas Navardauskas            | Lituanie                        | Garmin-Sharp                    |                                 | 1                               |
| modifier                        |                                 |                                 |                                 |                                 |                                 |

### Côtes
| 1. Côte de la Via Francesco Petrarca, 4e catégorie (km 23,3) | 1. Côte de la Via Francesco Petrarca, 4e catégorie (km 23,3) | 1. Côte de la Via Francesco Petrarca, 4e catégorie (km 23,3) | 1. Côte de la Via Francesco Petrarca, 4e catégorie (km 23,3) | 1. Côte de la Via Francesco Petrarca, 4e catégorie (km 23,3) | 1. Côte de la Via Francesco Petrarca, 4e catégorie (km 23,3) |
|                                                              | Coureur                                                      | Pays                                                         | Équipe                                                       |                                                              | Point(s)                                                     |
| ------------------------------------------------------------ | ------------------------------------------------------------ | ------------------------------------------------------------ | ------------------------------------------------------------ | ------------------------------------------------------------ | ------------------------------------------------------------ |
| 1er                                                          | Giovanni Visconti                                            | Italie                                                       | Movistar                                                     |                                                              | 3                                                            |
| 2e                                                           | Marco Canola                                                 | Italie                                                       | Bardiani Valvole-CSF Inox                                    |                                                              | 2                                                            |
| 3e                                                           | Guillaume Bonnafond                                          | France                                                       | AG2R La Mondiale                                             |                                                              | 1                                                            |
| modifier                                                     |                                                              |                                                              |                                                              |                                                              |                                                              |

| 2. Côte de la Via Francesco Petrarca, 4e catégorie (km 39,6) | 2. Côte de la Via Francesco Petrarca, 4e catégorie (km 39,6) | 2. Côte de la Via Francesco Petrarca, 4e catégorie (km 39,6) | 2. Côte de la Via Francesco Petrarca, 4e catégorie (km 39,6) | 2. Côte de la Via Francesco Petrarca, 4e catégorie (km 39,6) | 2. Côte de la Via Francesco Petrarca, 4e catégorie (km 39,6) |
|                                                              | Coureur                                                      | Pays                                                         | Équipe                                                       |                                                              | Point(s)                                                     |
| ------------------------------------------------------------ | ------------------------------------------------------------ | ------------------------------------------------------------ | ------------------------------------------------------------ | ------------------------------------------------------------ | ------------------------------------------------------------ |
| 1er                                                          | Cameron Wurf                                                 | Australie                                                    | Cannondale                                                   |                                                              | 3                                                            |
| 2e                                                           | Guillaume Bonnafond                                          | France                                                       | AG2R La Mondiale                                             |                                                              | 2                                                            |
| 3e                                                           | Martijn Keizer                                               | Pays-Bas                                                     | Vacansoleil-DCM                                              |                                                              | 1                                                            |
| modifier                                                     |                                                              |                                                              |                                                              |                                                              |                                                              |

### Classement à l'arrivée
| Classement de l'étape | Classement de l'étape | Classement de l'étape | Classement de l'étape   | Classement de l'étape | Classement de l'étape |
|                       | Coureur               | Pays                  | Équipe                  |                       | Temps                 |
| --------------------- | --------------------- | --------------------- | ----------------------- | --------------------- | --------------------- |
| Vainqueur             | Mark Cavendish        | Grande-Bretagne       | Omega Pharma-Quick Step | en                    | 2 h 58 min 38 s       |
| 2e                    | Elia Viviani          | Italie                | Cannondale              |                       | m.t                   |
| 3e                    | Nacer Bouhanni        | France                | FDJ                     |                       | m.t                   |
| 4e                    | Giacomo Nizzolo       | Italie                | RadioShack-Leopard      |                       | m.t                   |
| 5e                    | Matthew Goss          | Australie             | Orica-GreenEDGE         |                       | m.t                   |
| 6e                    | Francisco Ventoso     | Espagne               | Movistar                |                       | m.t                   |
| 7e                    | Adam Blythe           | Grande-Bretagne       | BMC Racing              |                       | m.t                   |
| 8e                    | Leigh Howard          | Australie             | Orica-GreenEDGE         |                       | m.t                   |
| 9e                    | Danilo Hondo          | Allemagne             | RadioShack-Leopard      |                       | m.t                   |
| 10e                   | Brett Lancaster       | Australie             | Orica-GreenEDGE         |                       | m.t                   |
| modifier              |                       |                       |                         |                       |                       |

## Classements à l'issue de l'étape

### Classement général
| Classement général | Classement général | Classement général | Classement général      | Classement général | Classement général |
|                    | Coureur            | Pays               | Équipe                  |                    | Temps              |
| ------------------ | ------------------ | ------------------ | ----------------------- | ------------------ | ------------------ |
| 1er                | Mark Cavendish     | Grande-Bretagne    | Omega Pharma-Quick Step | en                 | 2 h 58 min 18 s    |
| 2e                 | Elia Viviani       | Italie             | Cannondale              | +                  | 8 s                |
| 3e                 | Nacer Bouhanni     | France             | FDJ                     |                    | 12 s               |
| 4e                 | Giacomo Nizzolo    | Italie             | RadioShack-Leopard      |                    | 16 s               |
| 5e                 | Matthew Goss       | Australie          | Orica-GreenEDGE         |                    | 18 s               |
| 6e                 | Francisco Ventoso  | Espagne            | Movistar                |                    | 20 s               |
| 7e                 | Adam Blythe        | Grande-Bretagne    | BMC Racing              |                    | 20 s               |
| 8e                 | Leigh Howard       | Australie          | Orica-GreenEDGE         |                    | 20 s               |
| 9e                 | Danilo Hondo       | Allemagne          | RadioShack-Leopard      |                    | 20 s               |
| 10e                | Brett Lancaster    | Australie          | Orica-GreenEDGE         |                    | 20 s               |
| modifier           |                    |                    |                         |                    |                    |

### Classement par points
| Classement par points | Classement par points | Classement par points | Classement par points   | Classement par points | Classement par points |
|                       | Coureur               | Pays                  | Équipe                  |                       | Point(s)              |
| --------------------- | --------------------- | --------------------- | ----------------------- | --------------------- | --------------------- |
| 1er                   | Mark Cavendish        | Grande-Bretagne       | Omega Pharma-Quick Step |                       | 28                    |
| 2e                    | Elia Viviani          | Italie                | Cannondale              |                       | 20                    |
| 3e                    | Nacer Bouhanni        | France                | FDJ                     |                       | 16                    |
| modifier              |                       |                       |                         |                       |                       |

### Classement du meilleur grimpeur
| Classement du meilleur grimpeur | Classement du meilleur grimpeur | Classement du meilleur grimpeur | Classement du meilleur grimpeur | Classement du meilleur grimpeur | Classement du meilleur grimpeur |
|                                 | Coureur                         | Pays                            | Équipe                          |                                 | Point(s)                        |
| ------------------------------- | ------------------------------- | ------------------------------- | ------------------------------- | ------------------------------- | ------------------------------- |
| 1er                             | Giovanni Visconti               | Italie                          | Movistar                        |                                 | 3                               |
| 2e                              | Cameron Wurf                    | Australie                       | Cannondale                      |                                 | 3                               |
| 3e                              | Guillaume Bonnafond             | France                          | AG2R La Mondiale                |                                 | 3                               |
| modifier                        |                                 |                                 |                                 |                                 |                                 |

### Classement du meilleur jeune
| Classement du meilleur jeune | Classement du meilleur jeune | Classement du meilleur jeune | Classement du meilleur jeune | Classement du meilleur jeune | Classement du meilleur jeune |
|                              | Coureur                      | Pays                         | Équipe                       |                              | Temps                        |
| ---------------------------- | ---------------------------- | ---------------------------- | ---------------------------- | ---------------------------- | ---------------------------- |
| 1er                          | Elia Viviani                 | Italie                       | Cannondale                   | en                           | 2 h 58 min 26 s              |
| 2e                           | Nacer Bouhanni               | France                       | FDJ                          | +                            | 4 s                          |
| 3e                           | Giacomo Nizzolo              | Italie                       | RadioShack-Leopard           |                              | 12 s                         |
| modifier                     |                              |                              |                              |                              |                              |

### Classements par équipes

#### Classement au temps
| Classement par équipes au temps | Classement par équipes au temps | Classement par équipes au temps | Classement par équipes au temps | Classement par équipes au temps |
|                                 | Équipes                         | Pays                            |                                 | Temps                           |
| ------------------------------- | ------------------------------- | ------------------------------- | ------------------------------- | ------------------------------- |
| 1re                             | Orica-GreenEDGE                 | Australie                       | en                              | 8 h 55 min 54 s                 |
| 2e                              | BMC Racing                      | États-Unis                      |                                 | m.t                             |
| 3e                              | Garmin-Sharp                    | États-Unis                      |                                 | m.t                             |
| modifier                        |                                 |                                 |                                 |                                 |

#### Classement aux points
| Classement par équipes aux points | Classement par équipes aux points | Classement par équipes aux points | Classement par équipes aux points | Classement par équipes aux points |
|                                   | Équipes                           | Pays                              |                                   | Point(s)                          |
| --------------------------------- | --------------------------------- | --------------------------------- | --------------------------------- | --------------------------------- |
| 1re                               | Orica-GreenEDGE                   | Australie                         |                                   | 40                                |
| 2e                                | RadioShack-Leopard                | Luxembourg                        |                                   | 29                                |
| 3e                                | Omega Pharma-Quick Step           | Belgique                          |                                   | 20                                |
| modifier                          |                                   |                                   |                                   |                                   |